# NASCAR Winston Cup de 1989
A Temporada da NASCAR Winston Cup de 1989 foi a 41º edição da Nascar, com 29 etapas disputadas o campeão foi Rusty Wallace.

## Calendário
| N. | Data   | Corrida                      | Circuito                        | Vencedor        | Segundo         | Terceiro        |
| 1  | 19-feb | Daytona 500                  | Daytona International Speedway  | Darrell Waltrip | Ken Schrader    | Dale Earnhardt  |
| 2  | 5-mrt  | Goodwrench 500               | North Carolina Speedway         | Rusty Wallace   | Alan Kulwicki   | Dale Earnhardt  |
| 3  | 19-mrt | Motorcraft Quality Parts 500 | Atlanta Motor Speedway          | Darrell Waltrip | Dale Earnhardt  | Dick Trickle    |
| 4  | 26-mrt | Pontiac Excitement 400       | Richmond International Raceway  | Rusty Wallace   | Alan Kulwicki   | Dale Earnhardt  |
| 5  | 2-apr  | TranSouth 500                | Darlington Raceway              | Harry Gant      | Davey Allison   | Geoff Bodine    |
| 6  | 9-apr  | Valleydale Meats 500         | Bristol Motor Speedway          | Rusty Wallace   | Darrell Waltrip | Geoff Bodine    |
| 7  | 16-apr | First Union 400              | North Wilkesboro Speedway       | Dale Earnhardt  | Alan Kulwicki   | Mark Martin     |
| 8  | 23-apr | Pannill Sweatshirts 500      | Martinsville Speedway           | Darrell Waltrip | Dale Earnhardt  | Dick Trickle    |
| 9  | 7-mei  | Winston 500                  | Talladega Superspeedway         | Davey Allison   | Terry Labonte   | Mark Martin     |
| 10 | 28-mei | Coca-Cola 600                | Charlotte Motor Speedway        | Darrell Waltrip | Sterling Marlin | Ken Schrader    |
| 11 | 4-jun  | Budweiser 500                | Dover International Speedway    | Dale Earnhardt  | Mark Martin     | Ken Schrader    |
| 12 | 11-jun | Banquet Frozen Foods 300     | Infineon Raceway                | Ricky Rudd      | Rusty Wallace   | Bill Elliott    |
| 13 | 18-jun | Miller High Life 500         | Pocono Raceway                  | Terry Labonte   | Harry Gant      | Dale Earnhardt  |
| 14 | 25-jun | Miller High Life 400         | Michigan International Speedway | Bill Elliott    | Rusty Wallace   | Darrell Waltrip |
| 15 | 1-jul  | Pepsi 400                    | Daytona International Speedway  | Davey Allison   | Morgan Shepherd | Phil Parsons    |
| 16 | 23-jul | AC Spark Plug 500            | Pocono Raceway                  | Bill Elliott    | Rusty Wallace   | Mark Martin     |
| 17 | 30-jul | Talladega DieHard 500        | Talladega Superspeedway         | Terry Labonte   | Darrell Waltrip | Mark Martin     |
| 18 | 13-aug | Budweiser At The Glen        | Watkins Glen International      | Rusty Wallace   | Mark Martin     | Dale Earnhardt  |
| 19 | 20-aug | Champion Spark Plug 400      | Michigan International Speedway | Rusty Wallace   | Morgan Shepherd | Harry Gant      |
| 20 | 26-aug | Busch 500                    | Bristol Motor Speedway          | Darrell Waltrip | Alan Kulwicki   | Ricky Rudd      |
| 21 | 3-sep  | Heinz Southern 500           | Darlington Raceway              | Dale Earnhardt  | Mark Martin     | Ricky Rudd      |
| 22 | 10-sep | Miller High Life 400         | Richmond International Raceway  | Rusty Wallace   | Dale Earnhardt  | Geoff Bodine    |
| 23 | 17-sep | Peak Performance 500         | Dover International Speedway    | Dale Earnhardt  | Mark Martin     | Ken Schrader    |
| 24 | 24-sep | Goody's 500                  | Martinsville Speedway           | Darrell Waltrip | Harry Gant      | Dick Trickle    |
| 25 | 8-okt  | All Pro Auto Parts 500       | Charlotte Motor Speedway        | Ken Schrader    | Harry Gant      | Mark Martin     |
| 26 | 15-okt | Holly Farms 400              | North Wilkesboro Speedway       | Geoff Bodine    | Mark Martin     | Terry Labonte   |
| 27 | 22-okt | AC Delco 400                 | North Carolina Speedway         | Mark Martin     | Rusty Wallace   | Darrell Waltrip |
| 28 | 5-nov  | Autoworks 500                | Phoenix International Raceway   | Bill Elliott    | Terry Labonte   | Mark Martin     |
| 29 | 19-nov | Atlanta Journal 500          | Atlanta Motor Speedway          | Dale Earnhardt  | Geoff Bodine    | Sterling Marlin |

## Classificação finak - Top 10

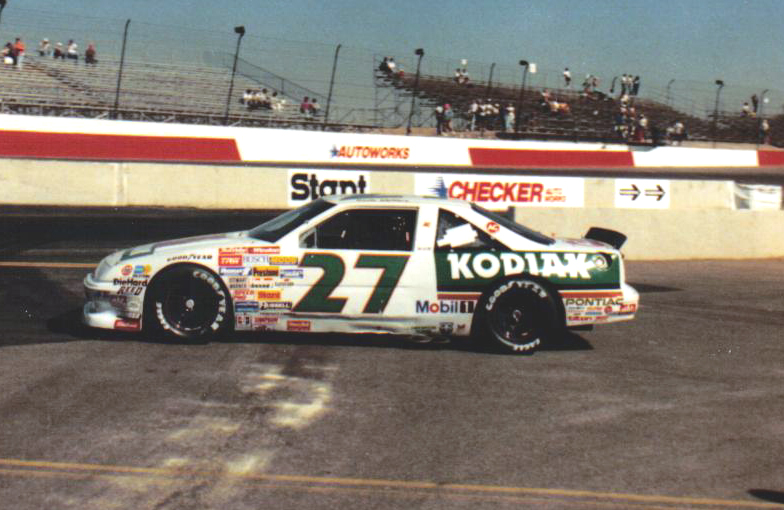
O Pontiac de Rusty Wallace em 1989.

| 1  | Rusty Wallace   | 4176 |
| 2  | Dale Earnhardt  | 4164 |
| 3  | Mark Martin     | 4053 |
| 4  | Darrell Waltrip | 3971 |
| 5  | Ken Schrader    | 3786 |
| 6  | Bill Elliott    | 3774 |
| 7  | Harry Gant      | 3610 |
| 8  | Ricky Rudd      | 3608 |
| 9  | Geoff Bodine    | 3600 |
| 10 | Terry Labonte   | 3569 |